# Джексон (округ, Флорида)
Шаблон:StateAbbr_ 30°48′ пн. ш. 85°13′ зх. д. / 30.8° пн. ш. 85.21° зх. д.
Округ Джексон (англ. Jackson County) — округ (графство) у штаті Флорида, США. Ідентифікатор округу 12063.

## Історія
Округ утворений 1822 року.

## Демографія
За даними перепису 2000 року загальне населення округу становило 46755 осіб, зокрема міського населення було 8146, а сільського — 38609. Серед мешканців округу чоловіків було 24533, а жінок — 22222. В окрузі було 16620 домогосподарств, 11607 родин, які мешкали в 19490 будинках. Середній розмір родини становив 2,95.
Віковий розподіл населення поданий у таблиці:
| Стать    | До 15 років | 15-21 | 22-29 | 30-39 | 40-49 | 50-65 | 65-85 | Понад 85 |
| -------- | ----------- | ----- | ----- | ----- | ----- | ----- | ----- | -------- |
| Чоловіки | 4229        | 2702  | 3002  | 4066  | 3871  | 3881  | 2527  | 255      |
| Жінки    | 4090        | 2109  | 2047  | 2955  | 3188  | 3811  | 3391  | 631      |

## Суміжні округи
- Г'юстон, Алабама — північ
- Семінол, Джорджія — схід
- Гедсден — південний схід
- Ліберті — південний схід
- Калгун — південь
- Бей — південний захід
- Вашингтон — південний захід
- Голмс — захід
- Женіва, Алабама — північний захід

## Виноски
1. ↑  U.S. Decennial Census. United States Census Bureau. Архів оригіналу за 26 квітня 2015. Процитовано 14 червня 2014.
2. ↑  Historical Census Browser. University of Virginia Library. Архів оригіналу за 11 серпня 2012. Процитовано 14 червня 2014.
3. ↑  Population of Counties by Decennial Census: 1900 to 1990. United States Census Bureau. Архів оригіналу за 20 лютого 2014. Процитовано 14 червня 2014.
4. ↑  Census 2000 PHC-T-4. Ranking Tables for Counties: 1990 and 2000 (PDF). United States Census Bureau. Архів оригіналу (PDF) за 18 грудня 2014. Процитовано 14 червня 2014.
5. ↑  State & County QuickFacts. United States Census Bureau. Процитовано 14 лютого 2014.[недоступне посилання з 01.03.2018](англ.) Наведено за англійською вікіпедією.
6. ↑  American FactFinder. Бюро перепису населення США. Архів оригіналу за 21 травня 2008. Процитовано 31 січня 2008.

| США | Це незавершена стаття з географії США. Ви можете допомогти проєкту, виправивши або дописавши її. |